# Mundesley
Mundesley è un paese di 2 695 abitanti della contea del Norfolk, in Inghilterra.